# Карибські мови

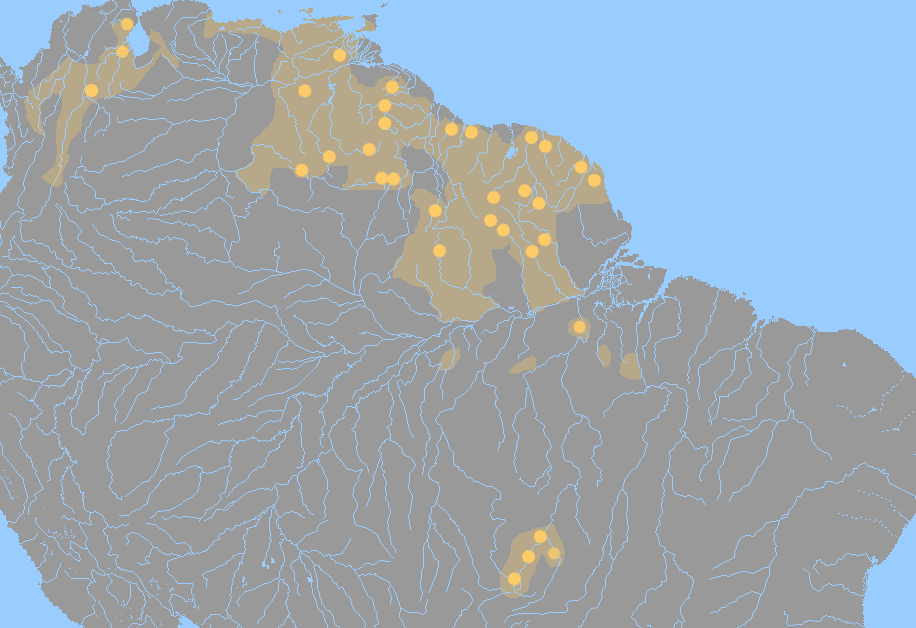
Туканоанська мовна сім'я. Поширення.

Карибські мови (англ. Cariban languages) — індіанська мовна родина, поширена в західній Амазонії, приблизно там де й аравацька. До цієї родини відносять чотирнадцять мов.